# Folkia boudewijni
Folkia boudewijni is een spinnensoort in de taxonomische indeling van de celspinnen (Dysderidae).
Het dier behoort tot het geslacht Folkia. De wetenschappelijke naam van de soort werd voor het eerst geldig gepubliceerd in 1993 door Christa Deeleman-Reinhold.